# Божидар Бойков
Божидар Сашов Бойков е български офицер, бригаден генерал, военен парашутист.

## Биография
Роден е 27 май 1975 г. в град Пловдив. Между 1990 и 1994 г. учи в Строителния техникум в Брацигово. През 1999 г. завършва Висшето военно общовойсково училище във Велико Търново със специалност „Инженерни войски“. В периода 1999 – 2004 г. е командир на взвод специални сили в 68-а парашутно-разузнавателна бригада „Спецназ“. В това си качество заминава за Ирак, където е командир на взвод за специални операции към втори пехотен батальон (2003 – 2004). От 2004 до 2005 г. е заместник-командир на рота Специални сили в 68-а парашутно-разузнавателна бригада „Спецназ“. Между 2005 и 2006 г. е началник на отделение S3 (оперативно отделение) в батальон Специални сили в същата бригада. В периода 2006 – 2009 г. е командир на рота в батальон Специални сили в 68 бригада Специални сили. Между 2009 и 2011 г. учи във Военната академия в София. От 2011 до 2013 г. е заместник-командир на батальон в 68 бригада Специални сили. През 2012 г. е Командир на 6-а рота за охрана на външния периметър на летище „КАЯ“ в Кабул, Афганистан. В периода 2013 – 2018 г. е командир на батальон в 68 бригада Специални сили. През 2019 г. завършва Националния военен университет във Вашингтон. От 2019 до 2022 г. е началник на щаба на Съвместното командване на специалните операции. През 2022 г. е директор на Дирекция „Стратегия, концепции и експериментиране“ в Щаба на НАТО по специалните операции в Белгия. Между 2023 и 2024 г. е директор на дирекция „Бъдещо развитие“ в Командването на силите за специални операции на НАТО в Белгия. От 19 декември 2024 г. е повишен в звание бригаден генерал и назначен за командир на Съвместното командване на специалните операции в Пловдив. Награждаван 2 пъти с награден знак „За вярна служба под знамената“ – 4 ст. и Награден знак за отлична служба – втора степен.

## Образование
- Строителен техникум, Брацигово (1990 – 1994)
- Висше военно общовойсково училище, Велико Търново, инженерни войски (1994 – 1999)
- Военна академия „Г. С. Раковски“, София (2009 – 2011), специалност „Организация и управление на Оперативно-тактически формирования от Сухопътни войски“
- Национален военен университет, Вашингтон, САЩ (2018 – 2019), магистърска степен “Международна сигурност“/„Неконвенционални бойни действия и контратероризъм“

## Военни звания
- Лейтенант (1999)
- Старши лейтенант (2002)
- Капитан (2006)
- Майор (2011)
- Подполковник (2015)
- Полковник (2019)
- Бригаден генерал (19 декември 2024)